# Cristo Redentore delle Ande
Il Cristo Redentore delle Ande è un monumento bronzeo realizzato dallo scultore argentino Mateo Alonso e collocato nel Passo della Cumbre, a cavallo del confine tra l'Argentina e il Cile, a 3854 metri sul livello del mare.

## Storia
Durante la seconda metà del XIX secolo, Argentina e Cile furono coinvolti in lunghe e complesse dispute territoriali lungo la cordigliera delle Ande, un'area montuosa particolarmente difficile da delimitare con precisione. Tensioni e mobilitazioni militari si susseguirono fino alla fine del secolo, culminando in una corsa agli armamenti che rese concreto il rischio di un conflitto armato.
Nel 1899, i presidenti Federico Errázuriz Echaurren per il Cile e Julio Argentino Roca per l'Argentina si incontrarono nello storico "Abbraccio dello Stretto" presso lo Stretto di Magellano, avviando un percorso di dialogo. La pace definitiva fu raggiunta con la firma dei Patti di Maggio del 1902, che affidarono alla mediazione britannica la definizione dei tratti di confine più controversi.
In questo clima di riconciliazione, monsignor Marcolino del Carmelo Benavente, vescovo di San Juan de Cuyo, propose di innalzare una grande statua del Cristo Redentore sulle Ande come simbolo di pace eterna. La proposta trovò il fervido sostegno di Ángela de Oliveira Cézar, influente figura della società argentina, che si adoperò per raccogliere fondi e persuadere le autorità.
La statua venne realizzata fondendo antichi cannoni dismessi e inizialmente esposta nel patio del Collegio Lacordaire di Buenos Aires. Dopo la risoluzione diplomatica della crisi, fu deciso di trasportarla fino al passo montano, scelto come luogo simbolico perché segnava esattamente il confine tra le due nazioni.
Il trasporto delle parti, pesanti diverse tonnellate, avvenne tramite ferrovia fino al villaggio di Las Cuevas e da lì su muli fino alla cima. Il piedistallo in pietra e cemento armato fu progettato dall'ingegnere Juan Molina Civit per resistere ai violenti venti della cordigliera.
Il monumento venne solennemente inaugurato il 13 marzo 1904, alla presenza di rappresentanti politici, militari e religiosi di entrambe le nazioni. Nel corso della cerimonia, i soldati argentini cantarono l'inno cileno e viceversa, ed esplosero colpi a salve come gesto di fratellanza.

## Descrizione
Il Cristo Redentore delle Ande è costituito da una statua bronzea alta circa 6 metri, raffigurante Gesù Cristo in posizione benedicente, con la mano destra alzata e la sinistra che sostiene una grande croce di circa 7 metri. La figura poggia su un emisfero terrestre che simboleggia la dominazione spirituale di Cristo sul mondo.
Il basamento, progettato da Juan Molina Civit, è realizzato in pietra e cemento armato e misura circa 6 metri di altezza. Sul fronte del piedistallo è collocato un altorilievo raffigurante due figure femminili, allegorie dell'Argentina e del Cile, che si abbracciano in segno di riconciliazione. Le due figure sono ispirate rispettivamente a ritratti di Ángela de Oliveira Cézar e di María Errázuriz Echaurren, moglie del ministro cileno Raimundo Silva Cruz.
La statua è orientata lungo la linea di confine e fu concepita per resistere alle estreme condizioni climatiche della cordigliera, inclusi forti venti e abbondanti nevicate. La croce posata sul globo e il gesto della benedizione trasmettono un potente messaggio di pace universale.

## Stile
Il Cristo Redentore delle Ande si inserisce nella tradizione della scultura monumentale di fine Ottocento e inizio Novecento, caratterizzata da un forte intento celebrativo e simbolico. L'impostazione iconografica della statua richiama i canoni classici dell'arte sacra, con Cristo raffigurato come Redentore e Principe della Pace.
Il linguaggio formale è sobrio e austero: il corpo di Cristo è trattato con linee semplici e proporzioni equilibrate, senza eccessi ornamentali. Il gesto della benedizione, unito alla croce sorretta con l'altra mano, enfatizza il messaggio di mediazione spirituale e pacificazione tra i popoli.
L'inserimento del monumento in un contesto naturale impervio e grandioso, come la cordigliera delle Ande, amplifica il senso di maestà e di trascendenza, conferendo alla statua una funzione non solo artistica ma anche civica e diplomatica. L'opera diventa così un raro esempio di scultura pubblica concepita espressamente come strumento di pace internazionale.